# سلاح الفرسان الأمريكي
سلاح الفرسان الأمريكي هو فرع من فروع الجيش الولايات المتحدة الأمريكية وجد من القرن 18 إلى القرن 20. لعب سلاح الفرسان دورا هاما في توسيع الحكومة المركزية إلى الشرق من القارة إلى مناطق غير المستقرة في الغرب.

## معرض صور

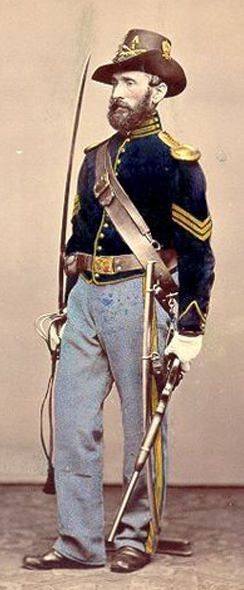
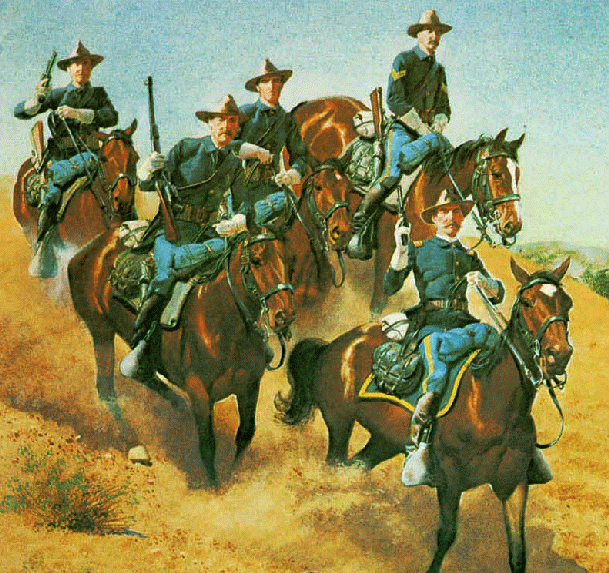
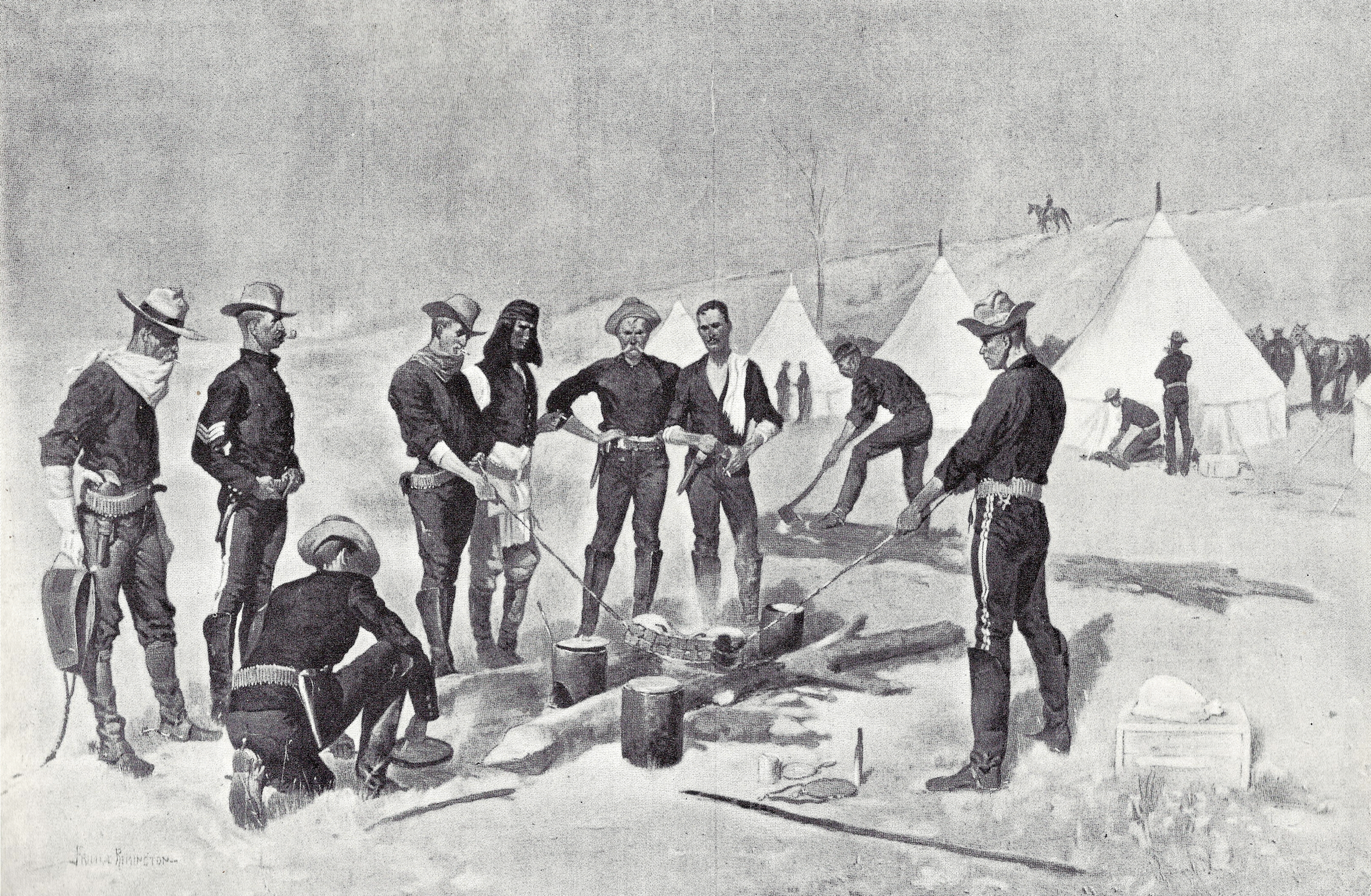

- ملف:Unioniste Lefaucheux.